# シックスペンス (競走馬)
シックスペンス（欧字名:Sixpence、2021年4月17日 - ）は日本の競走馬。主な勝ち鞍は2024年のスプリングステークス、毎日王冠、2025年の中山記念。
馬名の意味は、イギリス旧硬貨の名。幸運をもたらすお守り。母名より連想。

## 戦績

### 2歳（2023年）
9月10日中山芝1600mの2歳新馬戦でクリストフ・ルメールを背に単勝1.5倍の圧倒的1番人気で出走。道中3・4番手のインで脚を溜め、直線で鋭く脚を伸ばすと最後はアタラヨの追撃を頭差振り切ってデビュー戦を飾る。12月17日の2歳1勝クラス・ひいらぎ賞では石川裕紀人とのコンビで出走。レースでは先団追走から直線であっさりと抜け出し、後続に1馬身半差をつけ2連勝となった。

### 3歳（2024年）
3月17日に行われたスプリングステークスでは道中3番手を追走し、最後の直線で抜け出して一気に突き抜けると、最後は逃げ粘るアレグロブリランテに3馬身半差をつけデビュー3連勝を飾った。しかし、3月26日にキャロットクラブのホームページで明らかにしたところでは、優先出走権を獲得していた皐月賞には直行せず、状態次第によって、5月26日に東京競馬場で行われる日本ダービーに向かうという。
5月26日、予定通り日本ダービーに出走。レース前は3番人気に支持されたが、道中は折り合いを欠き気味で、直線でも伸び切れず、初黒星となる9着完敗に終わった。
夏は全休し、10月6日に東京競馬場で行われた毎日王冠でレースに復帰。道中は好位の4番手を追走し、直線で脚をのばして逃げ粘るホウオウビスケッツをゴール手前で差し切り、重賞2勝目を挙げた。
しかし、11月8日に追い切りを行った後、歩様が乱れたため、検査をしたところ、蹄の炎症で膿がたまっていたため、痛みがやわらいでから放牧に出されることとなり、次走に予定していたマイルチャンピオンシップは出走を見送ることになった。管理する国枝調教師によれば、「右前のツメの炎症ですね。熱をもっているし、痛みもあるようです。今後はまずは治療に専念して、来年の復帰に備えます」と話している。

### 4歳（2025年）
3月2日、年明け初戦として約5ヶ月ぶりの実戦となる中山記念に2番人気で出走。1000m58秒5のハイペースの中、中段に控え、直線で内を突き末脚を発動。先に抜け出したエコロヴァルツをハナ差捉え重賞3勝目を挙げた。なお、勝ちタイム1分44秒8は中山競馬場1800mのコースレコードとなった。

## 競走成績
以下の内容は、netkeiba.comおよびJBISサーチの情報に基づく。
| 競走日     | 競馬場 | 競走名      | 格  | 距離（馬場）  | 頭 数 | 枠 番 | 馬 番 | オッズ （人気） | 着順 | タイム （上り3F） | 着差 | 騎手        | 斤量 [kg] | 1着馬（2着馬）         | 馬体重 [kg] |
| ---------- | ------ | ----------- | --- | ------------- | ----- | ----- | ----- | --------------- | ---- | ----------------- | ---- | ----------- | --------- | ---------------------- | ----------- |
| 2023.09.10 | 中山   | 2歳新馬     |     | 芝1600m（良） | 13    | 5     | 6     | 001.50（1人）   | 01着 | R1:37.1（34.3）   | -0.0 | 0C.ルメール | 55        | （アタラヨ）           | 484         |
| 0000.12.23 | 中山   | ひいらぎ賞  | 1勝 | 芝1600m（良） | 9     | 6     | 6     | 003.20（2人）   | 01着 | R1:35.5（34.9）   | -0.2 | 0石川裕紀人 | 56        | （ポッドテオ）         | 496         |
| 2024.03.17 | 中山   | スプリングS | GII | 芝1800m（良） | 10    | 4     | 4     | 002.90（1人）   | 01着 | R1:49.4（33.3）   | -0.6 | 0C.ルメール | 57        | （アレグロブリランテ） | 492         |
| 0000.05.26 | 東京   | 東京優駿    | GI  | 芝2400m（良） | 17    | 6     | 12    | 008.30（3人）   | 09着 | R2:25.3（34.0）   | -1.0 | 0川田将雅   | 57        | ダノンデサイル         | 488         |
| 0000.10.06 | 東京   | 毎日王冠    | GII | 芝1800m（良） | 14    | 7     | 11    | 003.50（1人）   | 01着 | R1:45.1（33.3）   | -0.1 | 0C.ルメール | 56        | （ホウオウビスケッツ） | 502         |
| 2025.03.02 | 中山   | 中山記念    | GII | 芝1800m（良） | 16    | 1     | 1     | 003.10（2人）   | 01着 | R1:44.8（33.9）   | -0.0 | 0C.ルメール | 58        | （エコロヴァルツ）     | 512         |
| 0000.04.06 | 阪神   | 大阪杯      | GI  | 芝2000m（良） | 15    | 6     | 10    | 004.80（1人）   | 07着 | R1:56.6（34.6）   | -0.4 | 0横山武史   | 58        | ベラジオオペラ         | 500         |
| 0000.06.08 | 東京   | 安田記念    | GI  | 芝1600m（良） | 18    | 1     | 1     | 004.40（3人）   | 12着 | R1:33.4（34.7）   | -0.7 | 0C.ルメール | 58        | ジャンタルマンタル     | 504         |

- タイム欄のRはレコード勝ちを示す
- 競走成績は2025年6月8日現在

## 血統表
| シックスペンスの血統                                          | シックスペンスの血統                         | シックスペンスの血統                         | （血統表の出典）                             | （血統表の出典） |
| 父系                                                          | サンデーサイレンス系（ヘイロー系）           | サンデーサイレンス系（ヘイロー系）           | サンデーサイレンス系（ヘイロー系）           | [ § 2 ]          |
| 父 キズナ 2010 青鹿毛                                         | 父の父ディープインパクト 2002 鹿毛           | *サンデーサイレンス                          | Halo                                         | Halo             |
| 父 キズナ 2010 青鹿毛                                         | 父の父ディープインパクト 2002 鹿毛           | *サンデーサイレンス                          | Wishing Well                                 |                  |
| 父 キズナ 2010 青鹿毛                                         | 父の父ディープインパクト 2002 鹿毛           | *ウインドインハーヘア                        | Alzao                                        | Alzao            |
| 父 キズナ 2010 青鹿毛                                         | 父の父ディープインパクト 2002 鹿毛           | *ウインドインハーヘア                        | Burghclere                                   |                  |
| 父 キズナ 2010 青鹿毛                                         | 父の母*キャットクイル Catequil 1990 鹿毛     | Storm Cat                                    | Storm Bird                                   | Storm Bird       |
| 父 キズナ 2010 青鹿毛                                         | 父の母*キャットクイル Catequil 1990 鹿毛     | Storm Cat                                    | Terlingua                                    |                  |
| 父 キズナ 2010 青鹿毛                                         | 父の母*キャットクイル Catequil 1990 鹿毛     | Pacific Princess                             | Damascus                                     | Damascus         |
| 父 キズナ 2010 青鹿毛                                         | 父の母*キャットクイル Catequil 1990 鹿毛     | Pacific Princess                             | Fiji                                         |                  |
| 母 *フィンレイズラッキーチャーム Finley'sluckycharm 2013 鹿毛 | 母の父Twirling Candy 2007 黒鹿毛             | Candy Ride                                   | Ride the Rails                               | Ride the Rails   |
| 母 *フィンレイズラッキーチャーム Finley'sluckycharm 2013 鹿毛 | 母の父Twirling Candy 2007 黒鹿毛             | Candy Ride                                   | Candy Girl                                   |                  |
| 母 *フィンレイズラッキーチャーム Finley'sluckycharm 2013 鹿毛 | 母の父Twirling Candy 2007 黒鹿毛             | House of Danzing                             | Chester House                                | Chester House    |
| 母 *フィンレイズラッキーチャーム Finley'sluckycharm 2013 鹿毛 | 母の父Twirling Candy 2007 黒鹿毛             | House of Danzing                             | Danzing Crown                                |                  |
| 母 *フィンレイズラッキーチャーム Finley'sluckycharm 2013 鹿毛 | 母の母Day of Victory 2005 黒鹿毛             | Victory Gallop                               | Cryptoclearance                              | Cryptoclearance  |
| 母 *フィンレイズラッキーチャーム Finley'sluckycharm 2013 鹿毛 | 母の母Day of Victory 2005 黒鹿毛             | Victory Gallop                               | Victorious Lil                               |                  |
| 母 *フィンレイズラッキーチャーム Finley'sluckycharm 2013 鹿毛 | 母の母Day of Victory 2005 黒鹿毛             | Gather the Day                               | Dayjur                                       | Dayjur           |
| 母 *フィンレイズラッキーチャーム Finley'sluckycharm 2013 鹿毛 | 母の母Day of Victory 2005 黒鹿毛             | Gather the Day                               | Gather The Clan                              |                  |
| 母系(F-No.)                                                   | フィンレイズラッキーチャーム(USA)系(FN:17-b) | フィンレイズラッキーチャーム(USA)系(FN:17-b) | フィンレイズラッキーチャーム(USA)系(FN:17-b) | [ § 3 ]          |
| 5代内の近親交配                                               | Cryptoclearance 5×4 Danzig 5×5               | Cryptoclearance 5×4 Danzig 5×5               | Cryptoclearance 5×4 Danzig 5×5               | [ § 4 ]          |
| 出典                                                          | 1. 2. 3. 4.                                  | 1. 2. 3. 4.                                  | 1. 2. 3. 4.                                  | 1. 2. 3. 4.      |

- 母・フィンレイズラッキーチャームは、2018年の米・GIマディソンステークスなど重賞5勝馬。
- 主な近親にスカイディーバ（フリゼットステークス）、ピュアクラン（アメリカンオークスステークスほか）